# みちブラっ!静岡十八番
『みちブラっ!静岡十八番』（みちブラっ しずおかおはこ）は、静岡放送（SBSテレビ）でかつて放送されていた情報バラエティ番組。

## 概略
静岡県内の「街道」を取り上げ、その「街道」沿線の自慢18個＝十八番（歌舞伎のお家芸18演目を表す言葉）を紹介していく。
番組は2009年4月以降、ハイビジョン制作。それ以前には4:3の標準画質で制作。オープニングおよびメインテーマ曲はELLEGARDENのSpace Sonic、エンディング曲は嵐のWISHであった。メインスポンサーは静岡鉄道など静鉄グループ。
最終回では、通常放送のほか、過去の放送の名・珍場面が放送された。

### 放送期間・放送時間
- 2006年4月8日番組開始、2011年3月5日に番組終了。毎月第1土曜日を基本として毎月1回の放送。不定期に再放送を行うこともあった。
- 放送時間は毎月第1土曜日 12:10 - 13:00 (JST) 。

## 出演者

### リポーター
- パックンマックン
- 重長智子（SBSアナウンサー）

### ナレーター
- 竹内幸輔 - CGキャラクター・弁慶君の声も担当。
- 加藤奈央

## 書籍
- みちブラっ!街道自慢厳選ガイド（2008年7月11日、静岡新聞社、ISBN 978-4-7838-1890-8）